# Parastrangalis emotoi
Parastrangalis emotoi är en skalbaggsart som först beskrevs av Hayashi och Makihara 1981.  Parastrangalis emotoi ingår i släktet Parastrangalis och familjen långhorningar.
Artens utbredningsområde är Nepal. Inga underarter finns listade i Catalogue of Life.